# 昭和信用金庫
昭和信用金庫（しょうわしんようきんこ、英文社名：Showa Shinkin Bank）は、東京都世田谷区に本店を置く信用金庫である。

## 沿革
- 1932年（昭和7年）12月 - 有限責任昭和信用組合として設立。
- 1951年（昭和26年）12月 - 昭和信用金庫に改組。
- 1952年（昭和27年）11月 - 平和信用組合と合併。
- 2000年（平成12年）12月 - 松沢信用金庫の事業譲受。
- 2001年（平成13年）2月 - わかば信用金庫の事業譲受。
- 2002年（平成14年）9月 - 永代信用組合の事業譲受。
- 2023年（令和5年）6月5日 - この日から磁気の影響を受けにくい新しい通帳（Hi-Co通帳）を取扱開始した(Hi-Co通帳に対応していない信用金庫ATMではHi-Co通帳は使えない。) [1]。

## 店舗展開

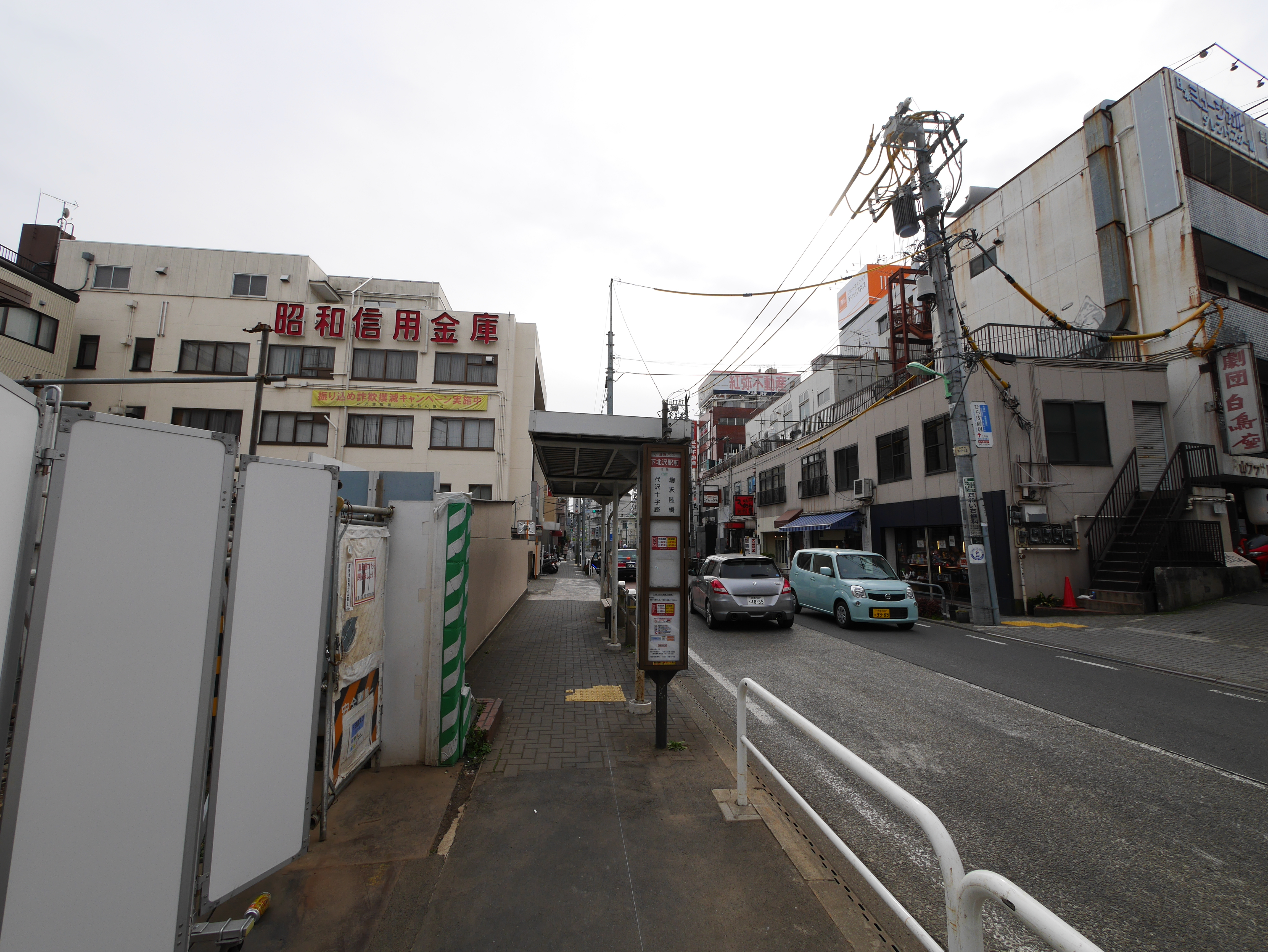
昭和信用金庫本店と下北沢駅前バス停留所（茶沢通り沿い）